# Liste der Monuments historiques in Eppe-Sauvage
Die Liste der Monuments historiques in Eppe-Sauvage führt die Monuments historiques in der französischen Gemeinde Eppe-Sauvage auf.

## Liste der Bauwerke
| Bezeichnung                   | Beschreibung                  | Standort                                  | Kennzeichnung | Schutzstatus | Datum | Bild           |
| ----------------------------- | ----------------------------- | ----------------------------------------- | ------------- | ------------ | ----- | -------------- |
| Kirche St-Ursmar              | Erbaut im 16./17. Jahrhundert | (Lage)                                    | PA00107512    | Inscrit      | 1947  | weitere Bilder |
| Oratoire Notre-Dame-de-Liesse |                               | Ancienne route de Solre-le-Château (Lage) | PA00107503    | Inscrit      | 1947  |                |

## Liste der Objekte

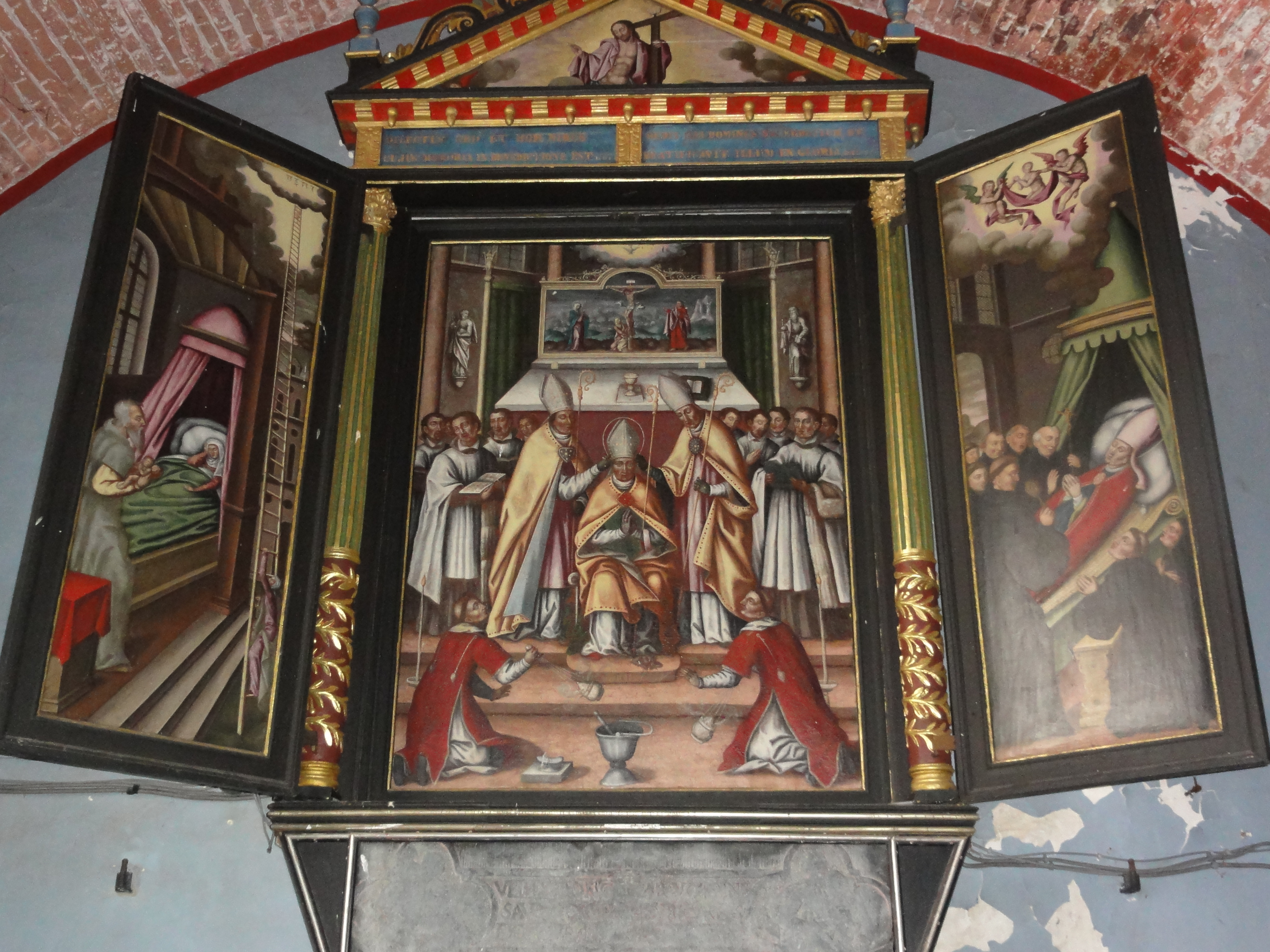
Retabel in der Kirche St-Ursmar aus dem 17. Jahrhundert

- Monuments historiques (Objekte) in Eppe-Sauvage in der Base Palissy des französischen Kultusministeriums